# 国字山墓葬
國字山墓葬是位於中華人民共和國江西省樟树市大桥街道彭泽村筑卫城遗址的一處東周战国中期越國王室的墓葬。椁室内放置有7具棺木，其中主棺位于椁室中部，长3.66米，宽1.22米。其余6具为陪葬棺。此外椁室還被分隔為25个分室。各分室内出土了2600余件套器物。其中有一件总长度达到2.3米的筝，两件带有“越王”铭文的铜戈（戟）。
該墓葬經歷過盗扰。江西省文物考古研究院於2013年發現了該墓葬。2017年起，江西省文物考古研究院、中国社会科学院考古研究所和樟树市博物馆组成国字山联合考古队對墓葬進行挖掘。2019年，考古人員开始提取文物。